# Bréviaire de Marie de Savoie
Le Bréviaire de Marie de Savoie est un manuscrit enluminé, datant de 1430 environ, réalisé pour Marie de Savoie, fille d’Amédée VIII et de Marie de Bourgogne, à l’occasion de son mariage en 1428 avec Philippe Marie Visconti, duc de Milan. Le bréviaire est d'une rare profusion décorative, réalisée pour l'essentiel par le Maître des Vitae Imperatorum, l’un des enlumineurs travaillant pour le duc Visconti. Il est conservé à la bibliothèque municipale de Chambéry, à la cote 004.

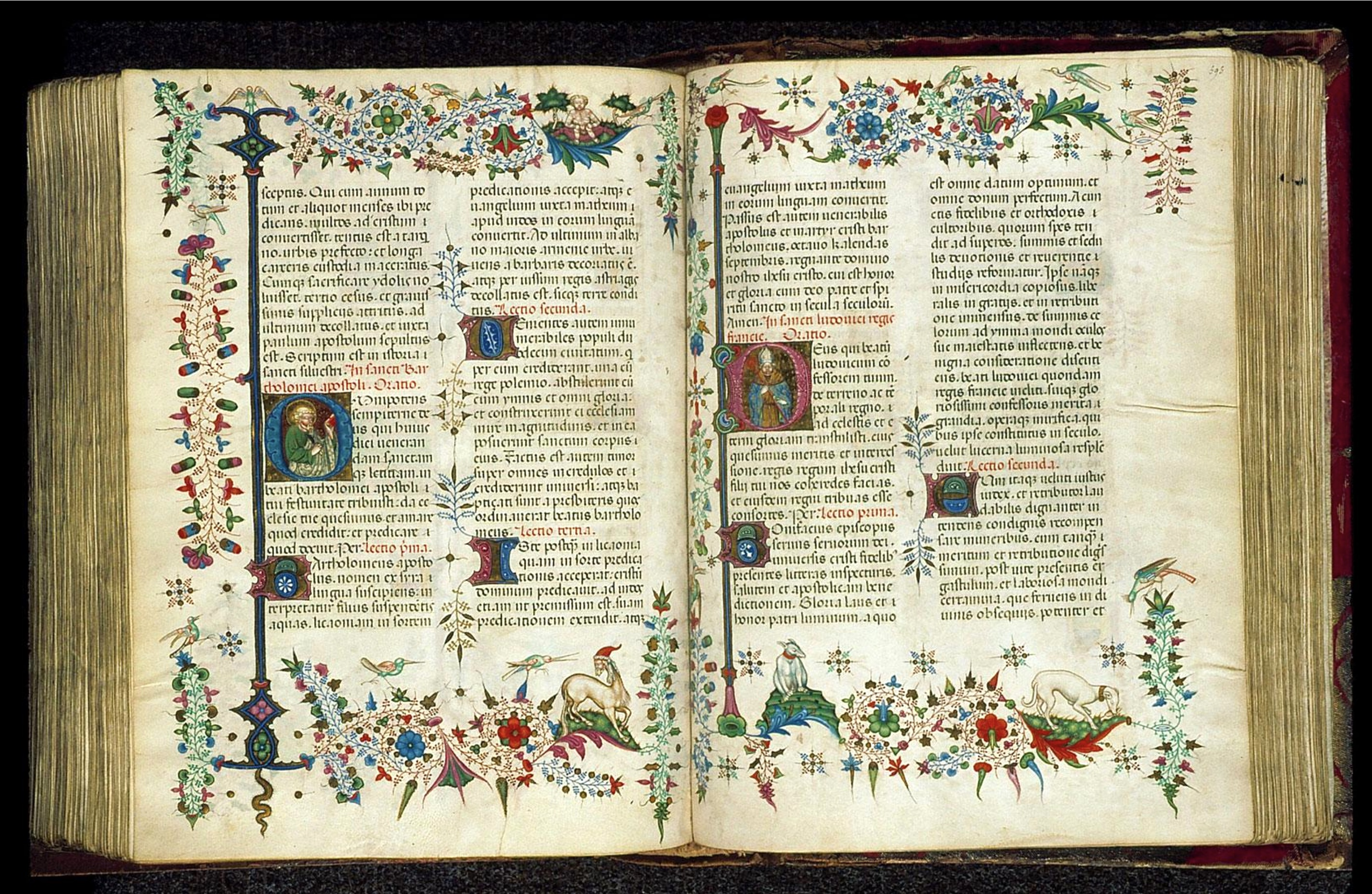
Fol 594v-595
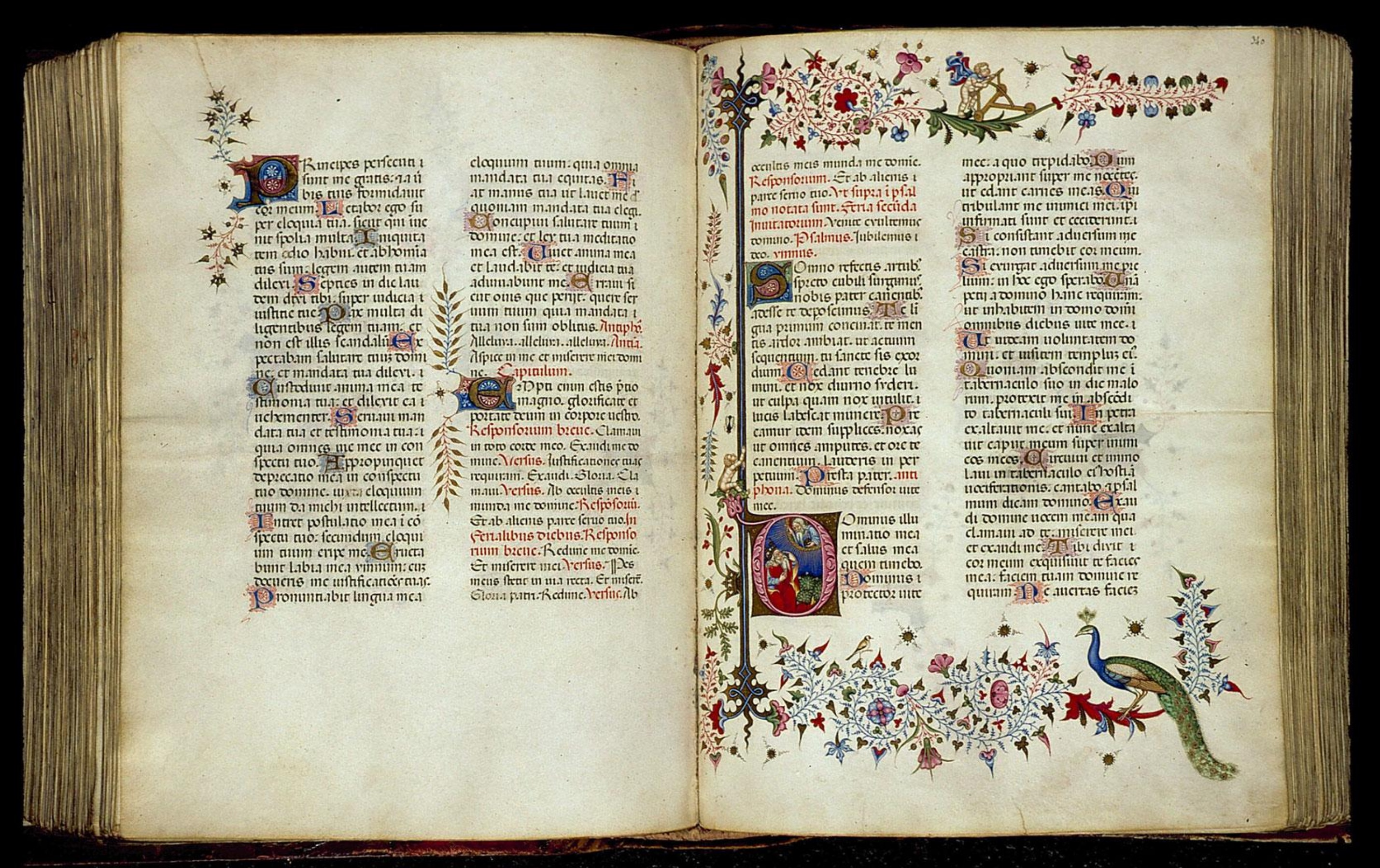
Fol 339v-340

## Description

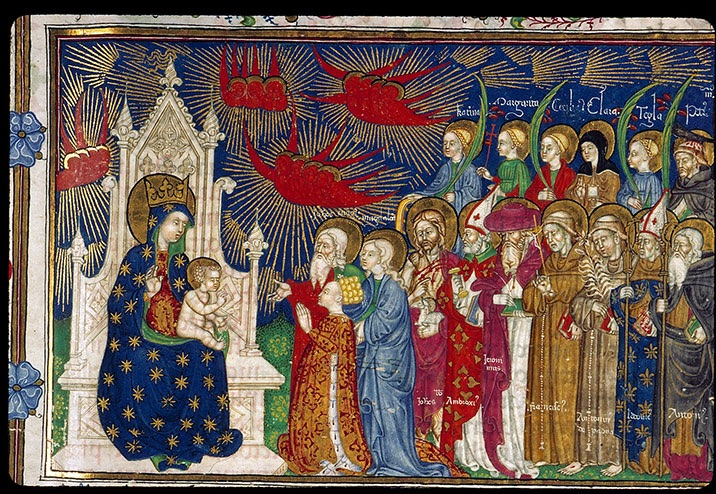
Marie de Savoie présentée à la Vierge.

Le manuscrit comporte 734 folios de parchemin. Il mesure 305 × 230 mm. Le manuscrit est richement décoré d'une miniature, de 106 initiales historiées, de nombreux animaux en marge, d'initiales ornée, champies et armoriées. La décoration est du Maître des Vitae Imperatorum, à l'exception des initiales historiées des fol. 436v à 438v qui sont de Belbello da Pavia,. Le bréviaire était pendant longtemps caché dans le château des ducs de Savoie sous de vieux papiers, il a ainsi échappé au fil des siècles aux pillages et destructions. Il est entré à la bibliothèque de Chambéry entre 1820 et 1828 dans des circonstances inconnues.
La première page montre, dans une miniature, Marie de Savoie présentée à la Vierge, tenant l'enfant Jésus sur ses genoux; la présentation est par Jean l'évangéliste et Marie-Madeleine, accompagnés des saints Jean-Baptiste, Ambroise, Jérôme, François, Antoine de Padoue, et par Louis d'Anjou, Antoine l'ermite, Pierre de Vérone et des saintes Catherine, Marguerite, Cécile, Claire et Thècle ; les noms sont inscrits sur leurs vêtements ou au-dessus de leur tête.
Le bréviaire est remarquable par la profusion des décorations et illustrations. Victor Leroquais a dressé la liste suivante d'animaux représentés :  on y trouve « des lions, panthères, ours, renards, hermines, furets, martres, singes ânes, chevaux, chèvres, lévriers, lièvres, chiens, perdreaux, autruches, faisans, pintades, perdrix, perruches, colombes, paons, cerfs, tortues ».
Les initiales qui renferment les miniatures se prolongent dans les marges en larges filets d’or et de couleurs terminés par des rinceaux de feuillage et de fleurs encadrant les feuillets. Ces motifs de décoration comportent souvent des ébauches de paysages où des enfants nus jouent, font de la musique ou poursuivent des animaux.

## Structure
Le manuscrit est un bréviaire. Il comporte
- un calendrier folios 2-7 ; le calendrier est franciscain par la nature des fêtes et des saints à honorer
- le temporal  folios 9 à 318 ; offices des dimanches, des féries et de quelques fêtes mobiles ainsi que les fêtes entre Noël et le 13 janvier.
- le psautier folios 319 à 405 ; un psautier férial suivi des litanies des saints
- le sanctoral folios 409 à 666  ; offices pour les fêtes tant mobiles que fixes. S'y ajoutent des psaumes et des prières pour les saints.
- le commun des saints folios 667 à 704.
- à la fin (folios 733v et 734), un comput qui est le calcul des éléments calendaires utilisés par les églises chrétiennes.

## Miniatures (sélection)
Victor Leroquais a énuméré et commenté les décorations ; voici un extrait de sa liste :
- Fol 9 : Saint Paul ; au pieds d’une colonne enfants nus jouant de la trompette ; ces trompettes sont ornées de bannières aux armes de Savoie et Visconti ;
- Fol 9v : Dieu le Père bénissant.
- Fol 45 : Nativité ; au bas, enfant nu tenant un oiseau
- Fol 53 : Jean de Patmos ; au bas, enfants portant l’un un bouclier aux armes des Visconti, l’autre une oriflamme aux armes des Savoie.
- Fol 74 : Épiphanie
- Fol 111 : Création de la femme
- Fol 161 : Crucifixion
- Fol 189v : Résurrection: le Christ sortant du tombeau ; au bas, enfant présentant une figue à un oiseau
- Fol 221v : Ascension
- Fol 230v : Pentecôte
- Fol 239 : Trinité
- Fol 241 : la Cène
- Fol 319 : Dieu le Père bénissant ; au bas, singe méditant
- Fol 319v : David jouant du psaltérion ; en haut une panthère; au bas, chien poursuivant un lièvre
- Fol 340 : David désignant ses yeux ; dans le haut, enfant poussant un appareil à trois roues ; au bas un paon perché
- Fol 346v : David désignant sa bouche ; en haut grosse sauterelle verte ; en bas combat d’enfants.
- Fol 353 : Un fou ; en haut du feuillet, enfant jouant de la cornemuse.
- Fol 359 : David en danger de noyade ;en haut du feuillet, corbeille à fleurs; au bas, enfants armés de serpes et coupant des branches
- Fol 367v : concert instrumental : tambourin, gigue, pastorien et trompette ; en haut du feuillet, perruche et bouvreuil ; au bas, enfant jouant avec un moulinet ; autre enfant guettant une sauterelle
- Fol 430v : Sainte Agnès ; initiale armoriée mi-parti de Savoie et de Visconti ; au bas du feuillet, anges jouant du psaltérion, de la harpe, de la gigue et de la trompette
- Fol 435v : Saint Vincent, diacre
- Fol 436v : Saint Anastase ; au bas du feuillet, un paon
- Fol 437 : Sainte Emérentienne
- Fol 443 : Purification ; au bas du feuillet, chèvre rousse et gypaète barbu.
- Fol 447 : Saint Blaise et saint Agathe ; au bas du feuille chouette, enfant coupant les cheveux à un autre.
- Fol 450 : Saint Pierre en costume de pape ; lévrier poursuivait un livre
- Fol 453 : Saint Mathias ;  hermine et faisant doré
- Fol 466 : Saint Georges en vainqueur du dragon.
- Fol 470 : Saint Pierre de Vérone ; au bas un paon faisant la roue
- Fol 474v : Saint Hélène faisant retire le savant juif Judas du puits où il avait été jeté ; en haut une tourterelle ; elle tient dans son bec un serpent avec une légende
- Fol 491v : Sainte Pétronille ; au bas enfant buvant à un tonnelet doré.

## Galerie
Combat entre saint Georges et le dragon

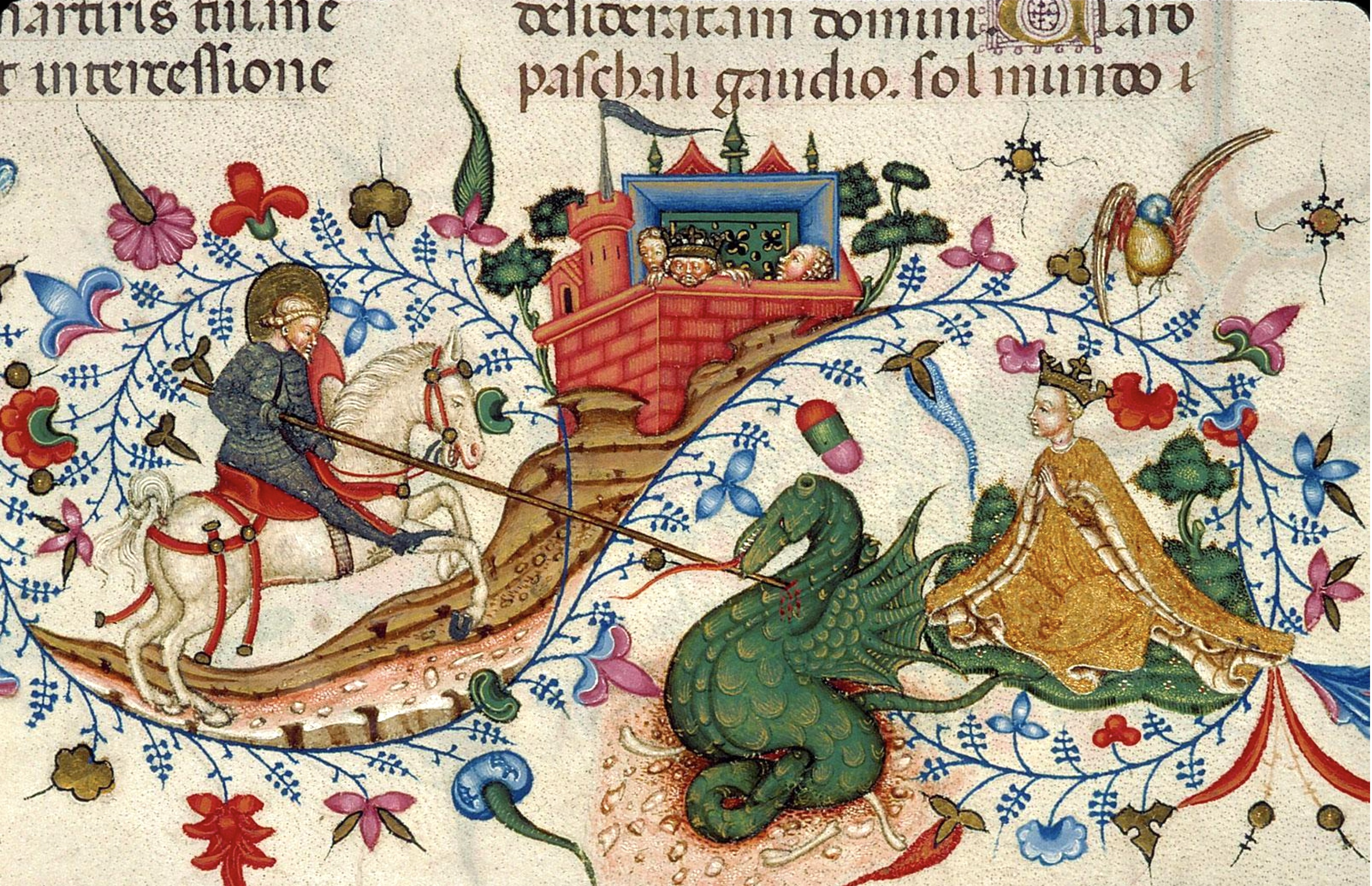
Combat entre saint Georges et le dragon

Animaux

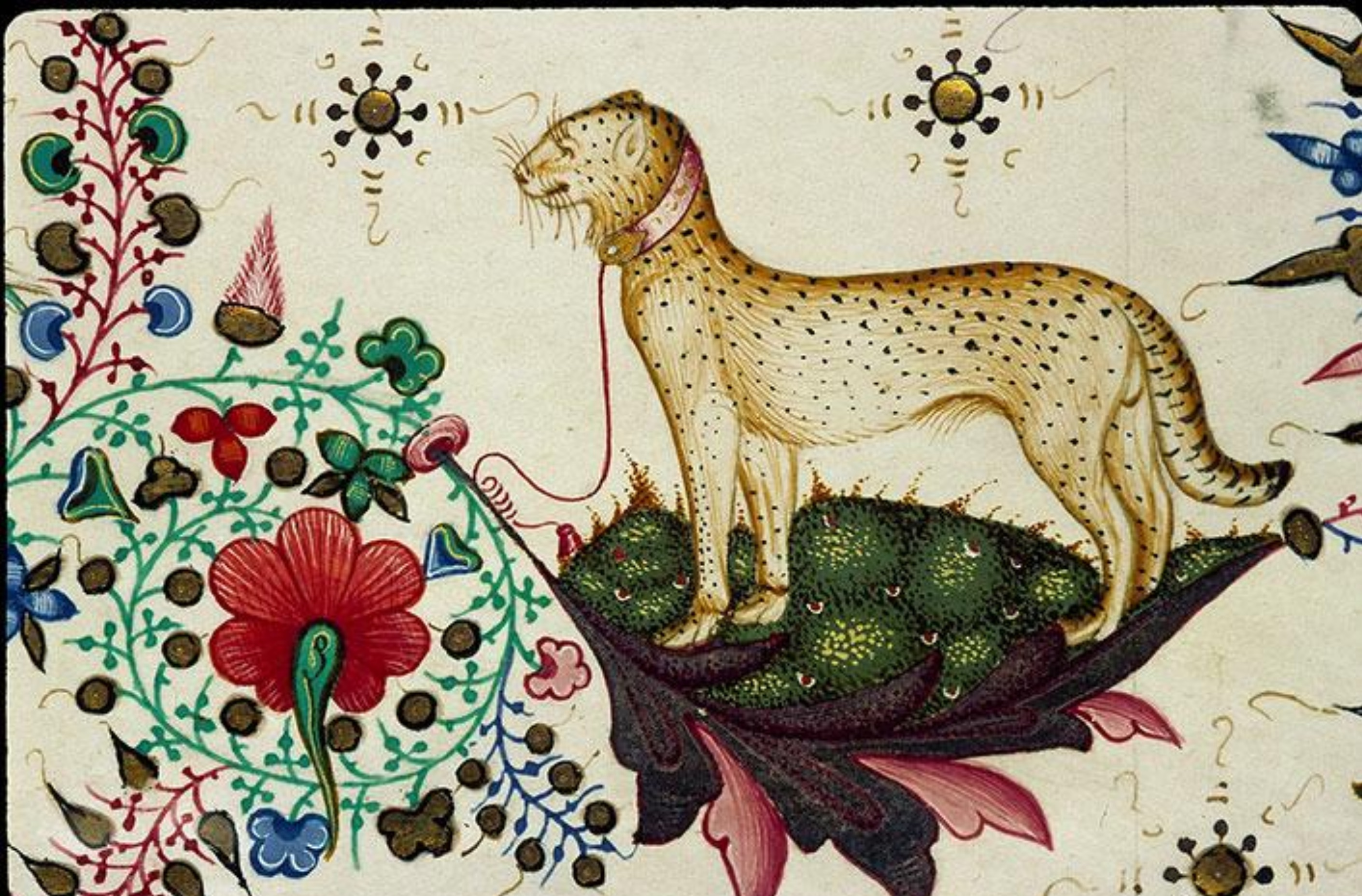
Panthère ou guépard
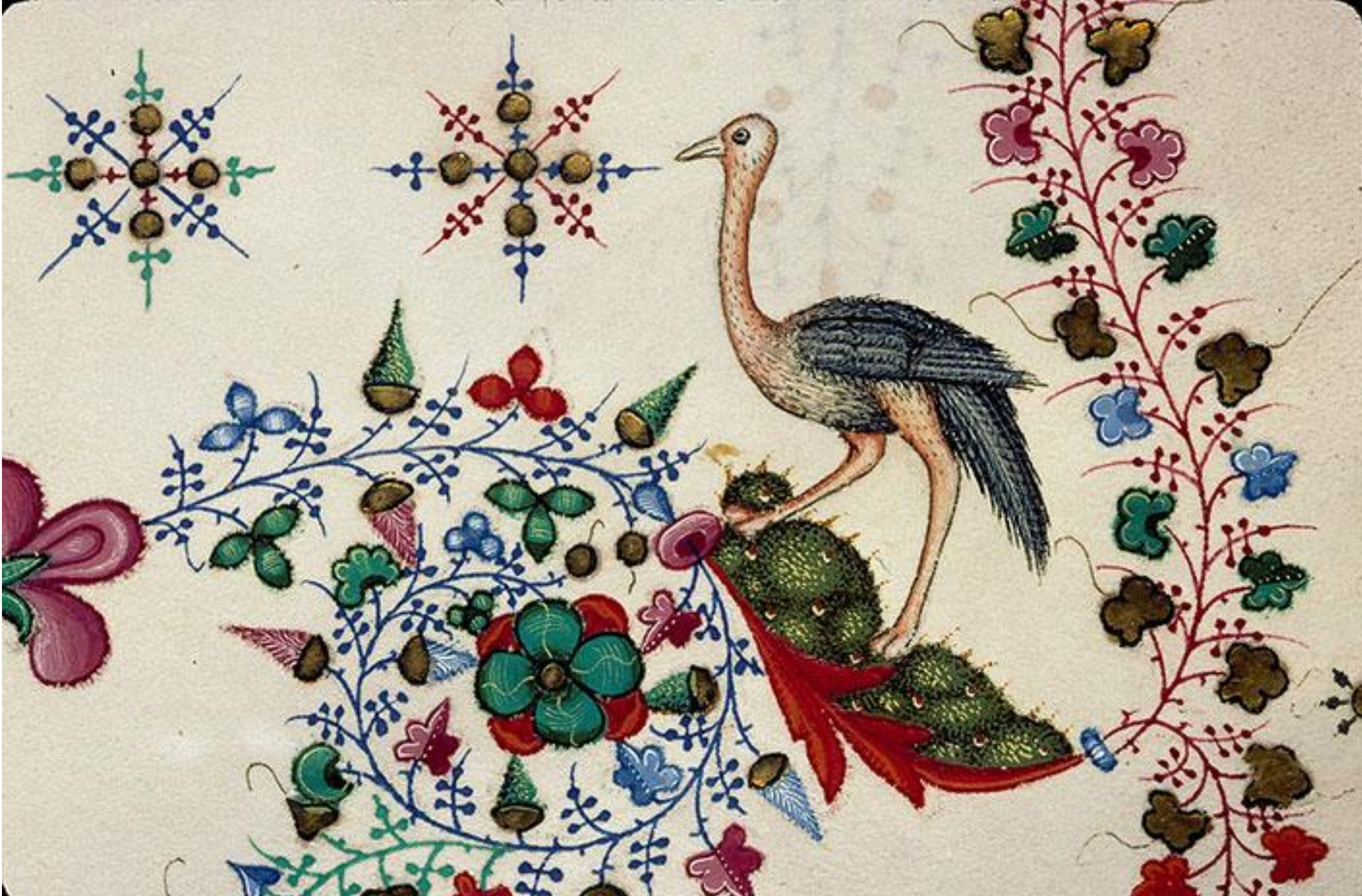
Autruche
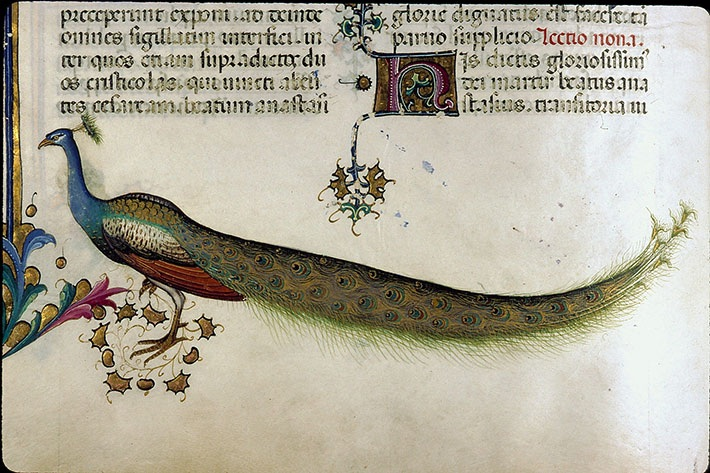
Paon
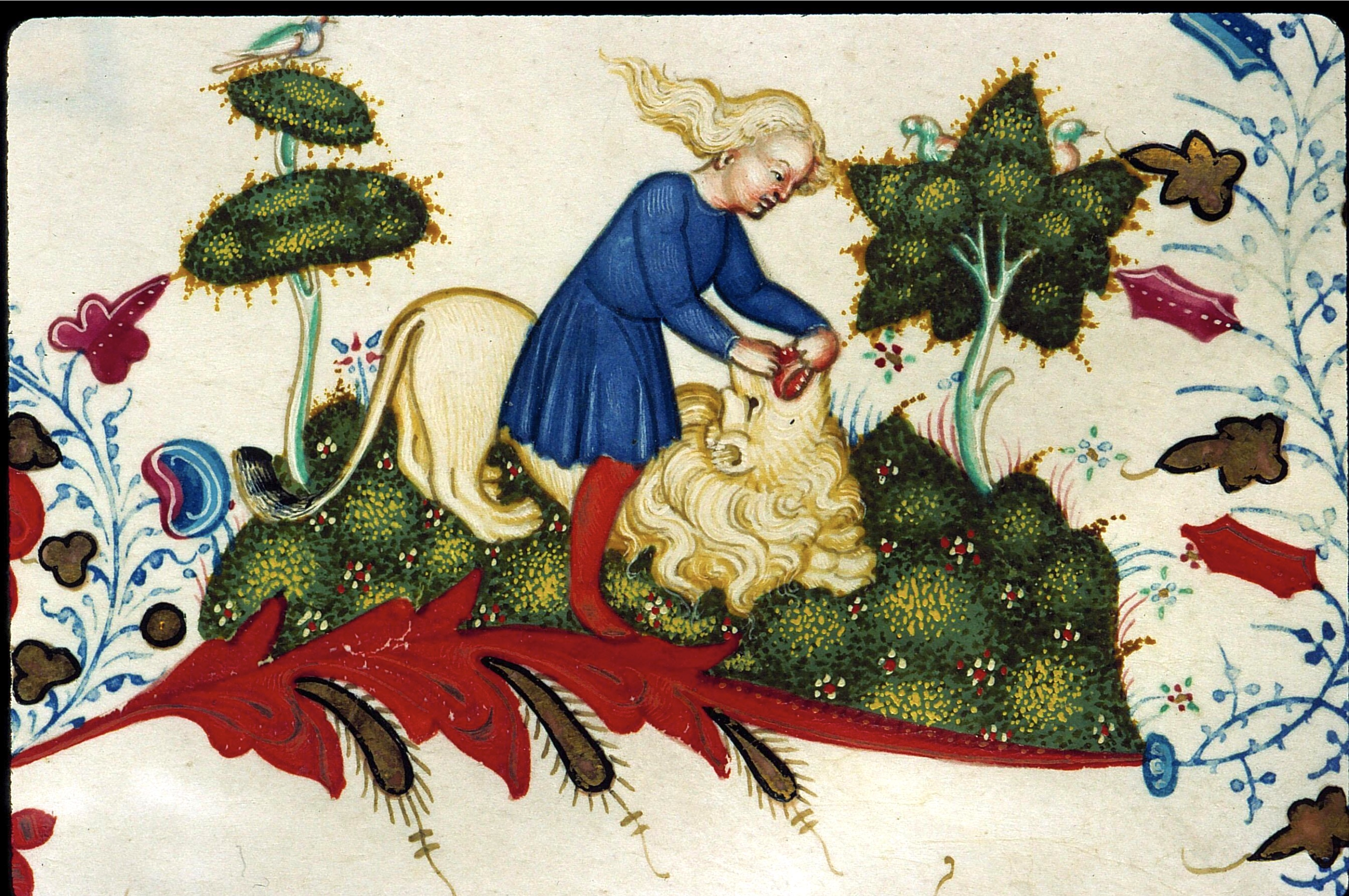
Samson et lion
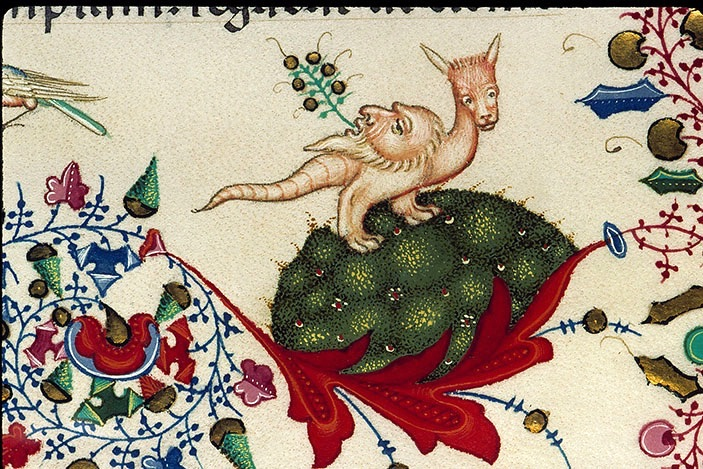
Animal fantastique
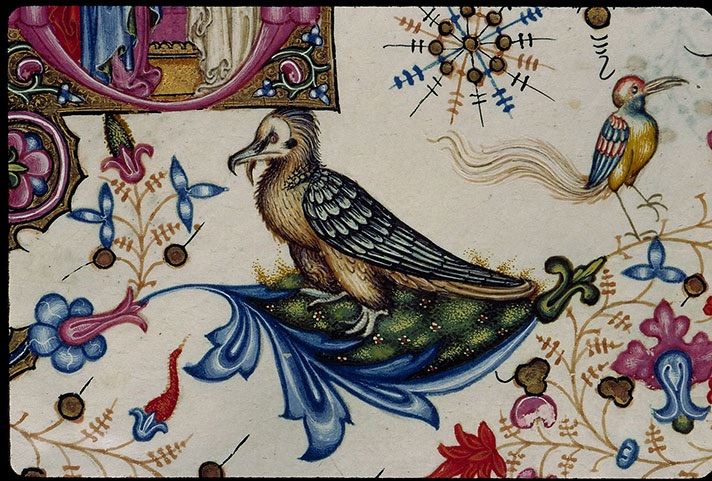
Gypaète barbu

Lettres histoirées

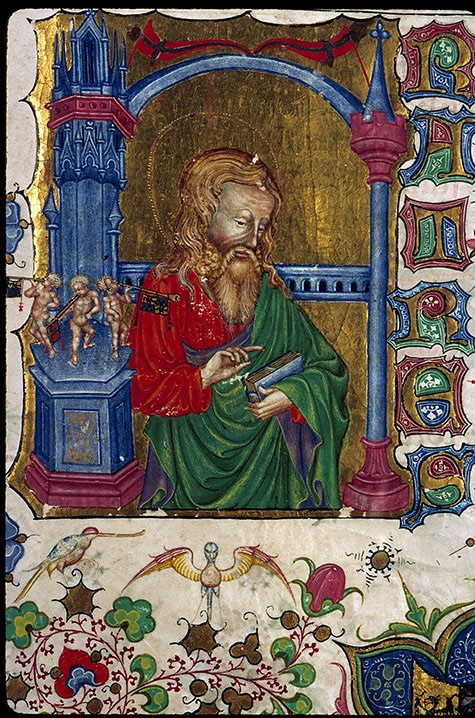
Saint Paul
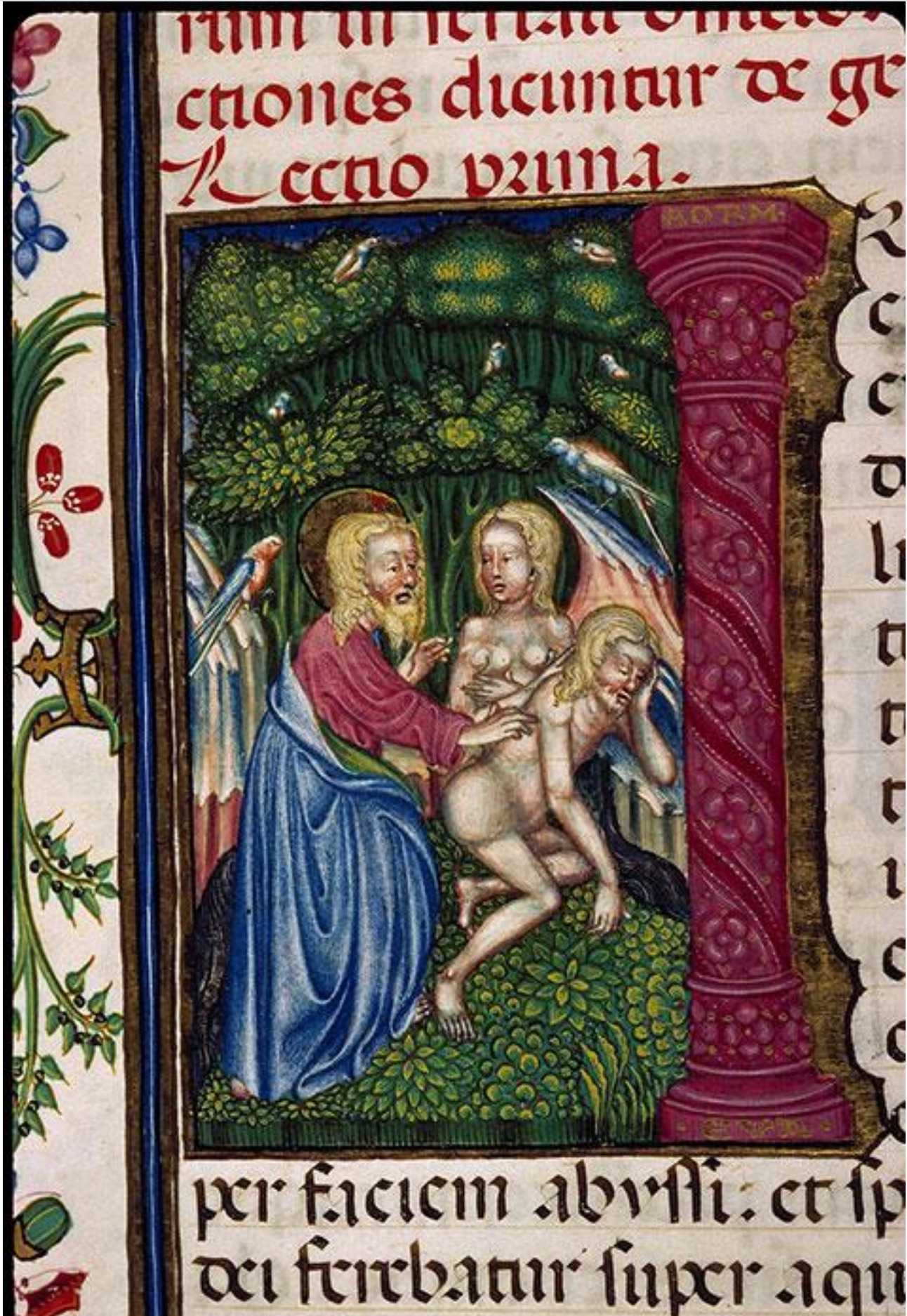
Création de la femme
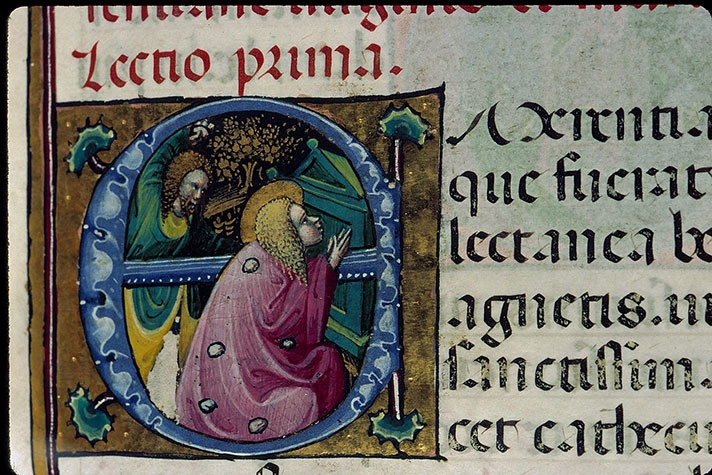
Saint Émérentienne
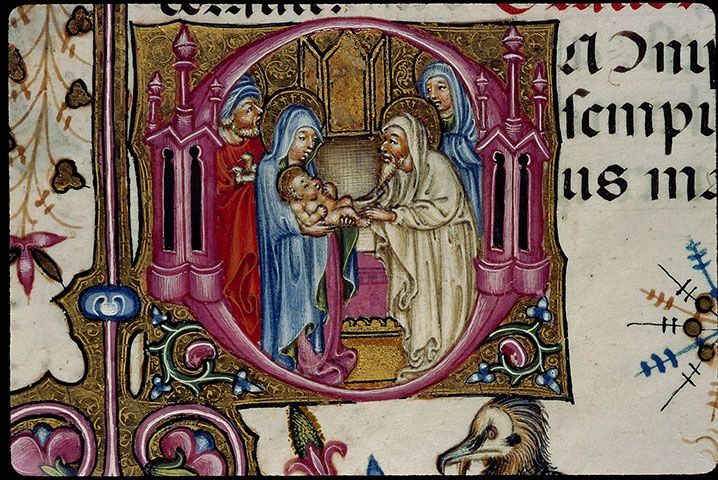
Présentation au temple
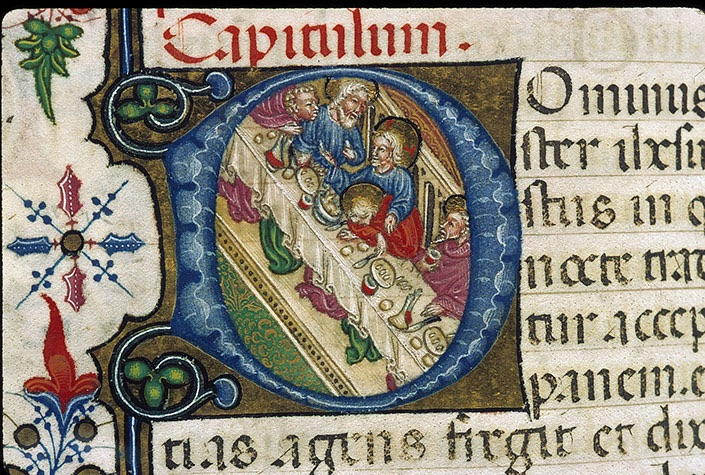
La Cène

Double pages
- Fol 594v-595
- Fol 339v-340